# 山井崑崙
山井 崑崙（やまのい こんろん、？ - 享保13年1月28日（1728年3月8日））は、江戸時代の儒学者で考証学〔疑問有り～ノート参照〕の第一人者。諱は重鼎（略して鼎とも表記した）、通称は善六、字は君彝、忠甫。崑崙は号。本姓は大神。

## 生涯
紀州海部郡小南村（現 和歌山県海南市）に、医者の山井高卓の長男として生まれる。生年は1681年とも1690年ともいわれる。
和歌山城下で紀州藩儒・蔭山東門に学んだ後、京都で伊藤東涯に学んだ。その後、江戸に出て荻生徂徠に学んだ。
享保3年（1718年）1月、西条藩の江戸詰藩士として15人扶持で召し抱えられる。享保5年（1720年）9月より3年間、同じく徂徠門下で友人の根本武夷とともに足利学校の蔵書を校勘する。その成果が考証学上〔疑問有りーノート参照〕の名著とされる『七経孟子攷文』である。
享保11年（1726年）、崑崙は『七経孟子攷文』を西条藩主・松平頼渡に献上した。この業績を評価され、崑崙は切米60俵に加増された。その後、『七経孟子攷文』は頼渡から幕府に献上された。
享保12年冬、病のため紀州に帰るが、翌年の享保13年1月28日（1728年3月8日）に没した。山井家は弟の善右衛門が養子となって継いだ。〔意見ありーノート参照〕
旅行を好み、紀行文『鎌倉行紀』、『温泉紀行』（箱根紀行）も著わしている。
崑崙の死後、幕府は荻生北渓（荻生徂徠の弟）に命じて『七経孟子攷文』に校訂を加えさせ『七経孟子攷文補遺』として上梓された。『七経孟子攷文補遺』は清にも伝わり、清の儒学者にも高く評価された。『七経孟子攷文補遺』は乾隆帝の勅命により編纂された漢籍叢書『四庫全書』にも収録され、乾隆考証学の基礎を築いた。